# 斯文·约翰松 (射击运动员)
斯文·约翰松（瑞典語：Sven Johansson，1945年1月1日—），瑞典男子射击运动员。他曾代表瑞典参加1968年、1972年、1976年和1980年夏季奥林匹克运动会射击比赛，获得一枚铜牌。